# 葉夫菲米·普提雅廷

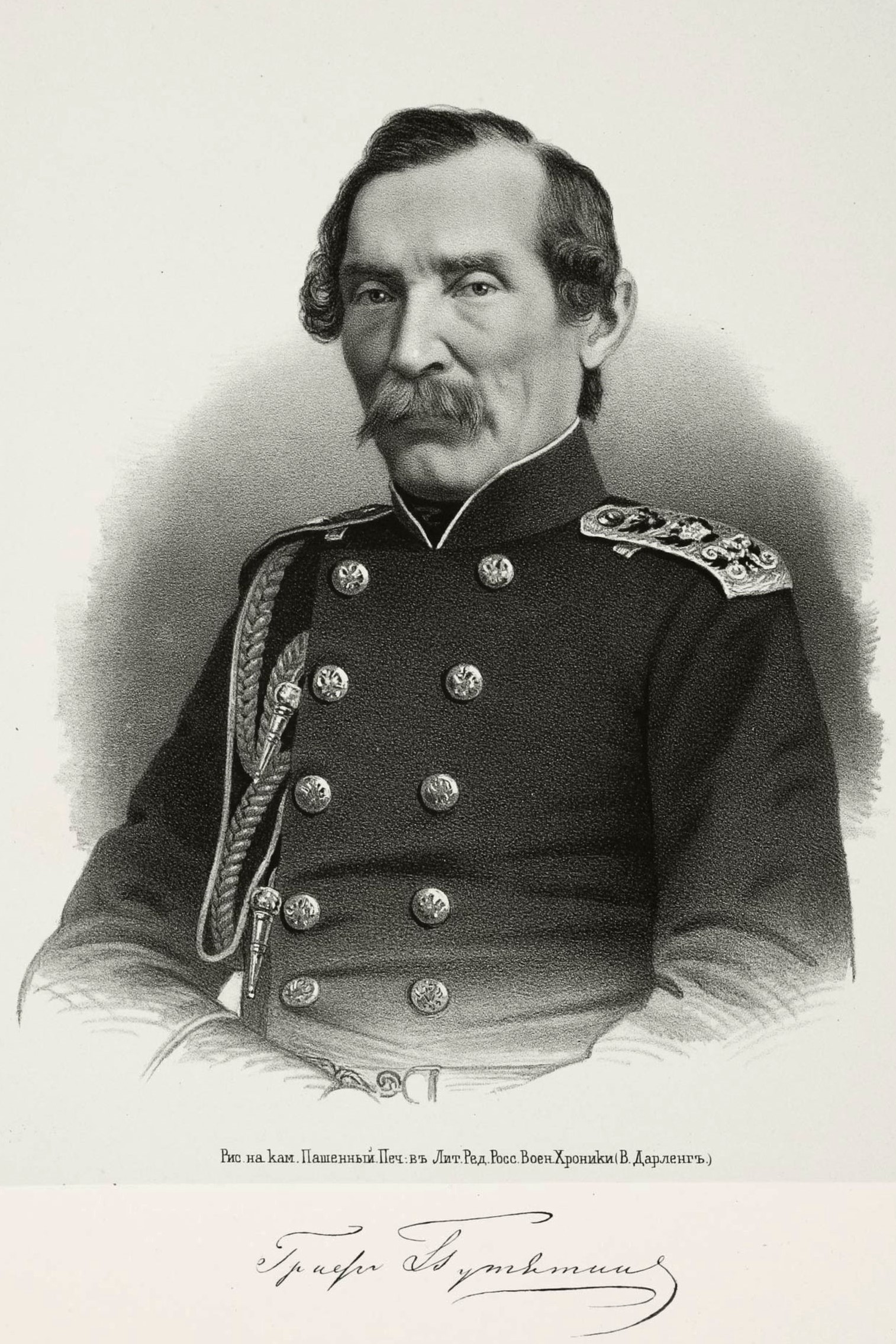
普提雅廷

叶夫菲米·瓦西里耶维奇·普提雅廷（羅馬化：Yevfimiy Vasilyevich Putyatin；1803年11月8日—1883年10月16日），俄羅斯海軍上將、教育大臣（在任期間：1861年6月26日－1861年12月25日）和外交官，曾派到日本和滿洲。

## 經歷
曾參加俄羅斯探險家米哈伊尔·拉扎列夫的船隊環遊世界（1822年–1825年），並參加了高加索戰爭（1838年－1839年）。1842年，帶領軍事代表團到波斯（今伊朗），為俄羅斯和波斯兩國建立外交、貿易和航行通信關係。
1852年，率領艦隊到日本，要求日本開放貿易。1855年，與日本簽訂《日俄和親通好條約》。
克里米亞戰爭結束後，派駐英國倫敦擔任海軍武官。1857年2月，受任為中國全權代表。第二次鴉片戰爭後，與清政府簽訂《天津條約》。
1859年，受封為伯爵，並晉升為海軍上將。1861年，就任教育大臣。1881年，獲日本政府授與勳一等旭日章。1883年，死於法國。

## 関連史料
- 多田好問『岩倉公実記』、1906年 - ウィキソース
- 白石仁章『プチャーチン　日本人が一番好きなロシア人』新人物往来社、2010年　ISBN 4-404039-48-4